# شطيطحة
شطيطحة (بالإنجليزية: Chtitha)‏ هي مجموعة من الأطباق في المطبخ الجزائري، تُعرف باسم "طاجين". تعتمد أساسًا على صلصة مكونة من الحمص واللحم، وغالبًا يُستخدم لحم الدجاج. يُطهى اللحم في صلصة حمراء، متبلة بشكل كثيف بالتوابل الجزائرية، ويفضل أن يُتَبل اللحم بها لبضع ساعات قبل الطهي.
تتفرّع الشطيطحة إلى نحو عشرة أطباق مُختلفة، يتميّز كل منها بمكوّن رئيسي خاص. وتُضبط تركيبة التوابل والأعشاب العطرية لتناسب كل مكوّن، مما يمنح كل نوع نكهته الخاصة.